# Exención de dispositivos de investigación

Una exención de dispositivo de investigación (EDI) permite utilizar un dispositivo de investigación (por ejemplo, un dispositivo que es el objeto de estudio de un estudio clínico) para recolectar información de seguridad y efectividad requerida para posibilitar una aprobación previa a la comercialización (APC), solicitud o una presentación de la notificación previa a la comercialización a la sección  [510(k)] de la Administración de Alimentos y Medicamentos (FDA). Los estudios clínicos son generalmente llevados a cabo para apoyar la presentación de un PMA.

Sólo un pequeño porcentaje de la sección 510(k) requiere datos clínicos para respaldar la presentación. El propósito de investigación también incluye la evaluación clínica de ciertas modificaciones o nuevos propósitos de dispositivos legalmente comercializados. Toda evaluación clínica de dispositivos de investigación, a menos que estén exentos, deben tener un EDI aprobado antes de que el estudio inicie.
La evaluación clínica de dispositivos que no han sido aprobados para la comercialización requiere:
- Un EDI aprobado por un comité de revisión institucional (CRI). Si el estudio implica un dispositivo de riesgo sustancial, el EDI debe también ser aprobado por la FDA
- Consentimiento informado de todos los pacientes
- Rotulado solo para propósitos de investigación
- Control del estudio
- Registros e informes requeridos

La aprobación de EDI permite que un dispositivo sea legalmente habilitado para ser embarcado con el propósito de conducir una investigación de dicho dispositivo sin cumplir con otros requisitos de la Administración de Alimentos y Medicamentos que normalmente aplican a los dispositivos en distribución comercial. Los patrocinadores no necesitan entregar un PMA o notificación previa a la comercialización, ni registrar su establecimiento ni el dispositivo mientras está siendo investigado. Los patrocinadores de EDI están también exentos del Sistema de Gestión de Calidad (SGC) exceptuando los requisitos para el control de diseño.
El patrocinador comercial de un estudio de dispositivo de riesgo sustancial debe entregar una presentación completa de EDI a la FDA. No existen formularios preestablecidos para la presentación de EDI; sin embargo, esta debe incluir cierta información requerida. El patrocinador tiene que demostrar en la presentación que existe una razón para creer que los beneficios anticipados y la importancia del conocimiento obtenido mediante la investigación propuesta son mayores que los riesgos de la investigación en seres humanos, que la investigación es científicamente segura, y que existen razones para creer que el dispositivo propuesto para el uso será eficaz.